# Эль-Каруани, Суффиан
Суффиан Эль-Каруани (нидерл. Souffian El Karouani; араб. سفيان الكرواني‎; родился 19 октября 2000 года, Хертогенбос, Нидерланды) — марокканский футболист, защитник клуба «Утрехт». В 2021 году сыграл три матча за сборную Марокко.

## Клубная карьера
Эль-Каруани — воспитанник клубов ТГГ, «Ден Босх», БВВ, «Элинквейк» и НЕК. 9 августа 2019 года в матче против «Эйндховена» он дебютировал в Эрстедивизи в составе последних. 3 октября 2020 года в поединке против «Эйндховена» Суффиан забил свой первый гол за НЕК. По итогам сезона Эль-Каруани помог клубу выйти в элиту. 14 августа 2021 года в матче против «Аякса» он дебютировал в Эредивизи.
26 апреля 2023 года подписал трёхлетний контракт с «Утрехтом».

## Международная карьера
9 октября 2021 в отборочном матче чемпионата мира 2022 года против сборной Гвинеи-Бисау он дебютировал за сборную Марокко.
В 2022 году Эль-Каруни принял участие в Кубке Африки 2021 в Камеруне. На турнире он был запасным и на поле не вышел.